# Nastro Azzurro
La Nastro Azzurro es una cerveza prémium pilsener italiana producida a partir de los años 60 por Birra Peroni en Roma. Contiene el sabor típico de una pilsener con cítricos y lúpulo. Su graduación alcohólica es de 5,1 % vol.
La marca Nastro Azzurro ha sido patrocinador del piloto de motociclismo Valentino Rossi.
Uno de sus mejores ingredientes es el maíz local, una variedad producida exclusivamente en la agricultura italiana, sin modificaciones genéticas y seleccionado por la Unidad de Investigación de maízcultura de Bérgamo.

## Curiosidades
- Mientras que en Italia se vende sin la palabra Peroni en su etiqueta, en el resto del mundo se vende como Peroni Nastro Azzurro.
- Es la cerveza italiana más vendida en todo el mundo, exportada a otros continentes y hasta más de 75 países.[3]
- La Nastro Azzurro en 2000 se convirtió en una de las cervezas más queridas con el eslogan C'è più gusto a essere Italiani para Valentino Rossi. Esto sucedió inmediatamente después de que fuese venidas al grupo Sudafricano SABMiller.